# Secamone discolor
Secamone discolor är en oleanderväxtart som beskrevs av Karl Moritz Schumann och Vatke. Secamone discolor ingår i släktet Secamone och familjen oleanderväxter. Inga underarter finns listade i Catalogue of Life.